# Aleksei Budõlin
Aleksei Budõlin, né le 5 avril 1976, est un judoka estonien. Lors des Jeux olympiques de 2000, il remporta la médaille de bronze dans la catégorie des -81 kg. Double médaillé mondial en 2001 et 2003, il est également champion d'Europe en 2001 à Paris.

## Palmarès
| Jeux olympiques | 2000 | 2000 | 2000 | 2000 | 2000 | 2000 |
| --------------- | ---- | ---- | ---- | ---- | ---- | ---- |
| -81 kg          | 3e   | 3e   | 3e   | 3e   | 3e   | 3e   |
| Chpts du monde  | 2001 | 2001 | 2001 | 2003 | 2003 | 2003 |
| -81 kg          | 2e   | 2e   | 2e   | 3e   | 3e   | 3e   |
| Chpts d'Europe  | 1999 | 2000 | 2001 | 2002 | 2003 | 2006 |
| -73 kg          | 2e   | -    | -    | -    | -    | -    |
| -81 kg          | -    | 3e   | 1er  | 2e   | 3e   | 7e   |